# Montlouis-sur-Loire
Montlouis-sur-Loire é uma comuna francesa na região administrativa do Centro, no departamento Indre-et-Loire. Estende-se por uma área de 24,58 km². Em 2010 a comuna tinha 10 974 habitantes (densidade: 446,5 hab./km²).